# SJ Tb (1905)
Die schwedische Baureihe SJ Tb war eine Schlepptender-Dampflokomotive der Statens Järnvägar. Die Baureihe war für schwere Züge im Personen- und Güterzugverkehr vorgesehen.

## Geschichte

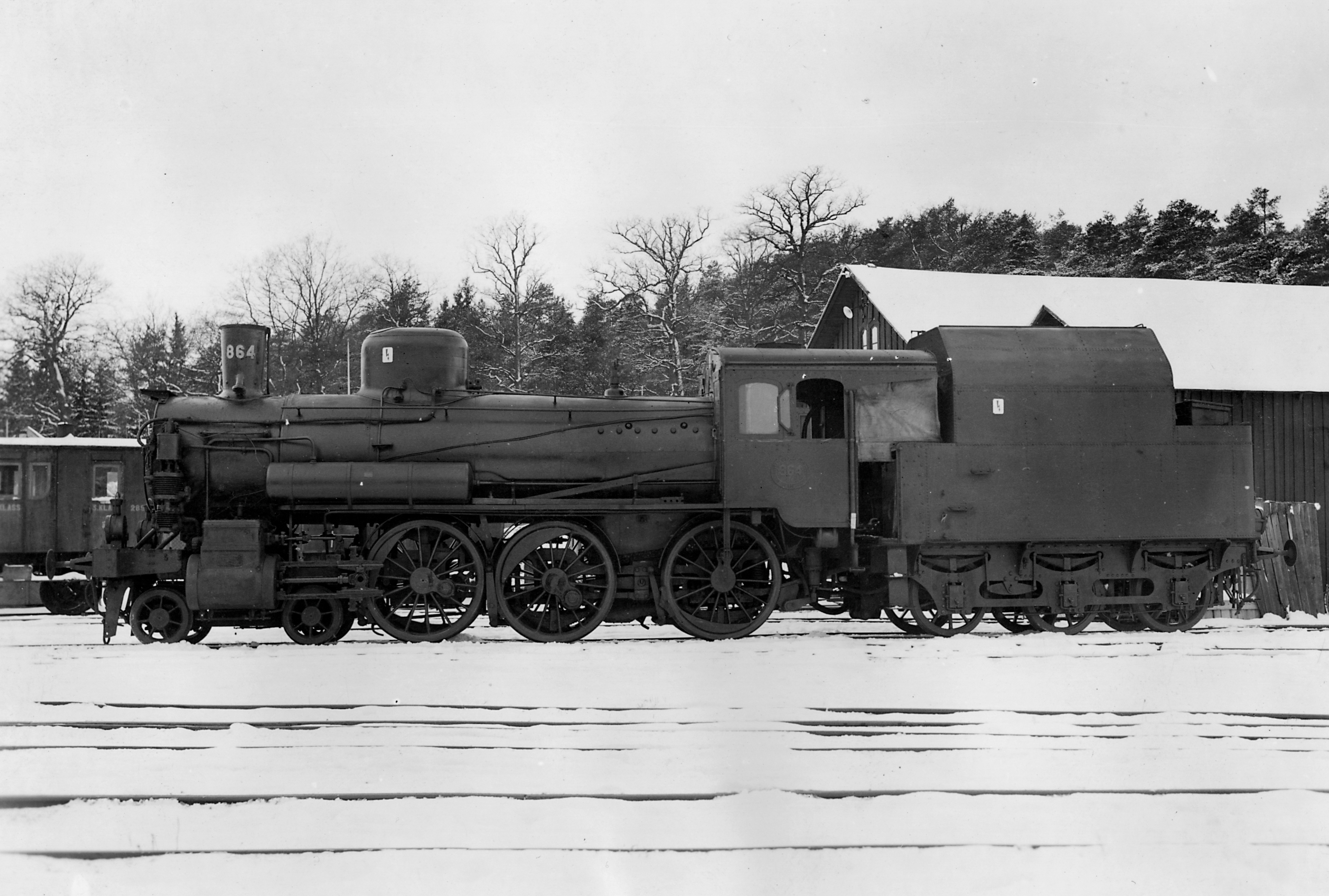
Tb 864 mit Torftender (1936)

Grundlage für den Bau der Baureihe war die bewährte T (III), die ab 1905 als eigene Bauserie mit einem größeren Dampfkessel gebaut wurde. Zur Unterscheidung erhielt sie diese Serie die Baureihenbezeichnung Tb.
In den Jahren 1905 bis 1908 wurden 48 Lokomotiven dieses Typs gebaut. Sie wurden wie die nunmehr als Baureihe Ta bezeichnete Vorgängervariante für schwere Personen- und Güterzüge hauptsächlich auf den Hauptstrecken eingesetzt.
Tb 846, 850, 861–864, 877, 887, 890 und 892 hatten zwischen 1917 und 1936 eine Torffeuerung. Die Lokomotive Tb 864 mit Torffeuerung wurde 1932 an das Eisenbahnmuseum übergeben.
Die meisten Lokomotiven wurden zwischen 1927 und 1942 verschrottet, 13 Lokomotiven wurden 1942 an VR in Finnland verkauft.

## SJ T2

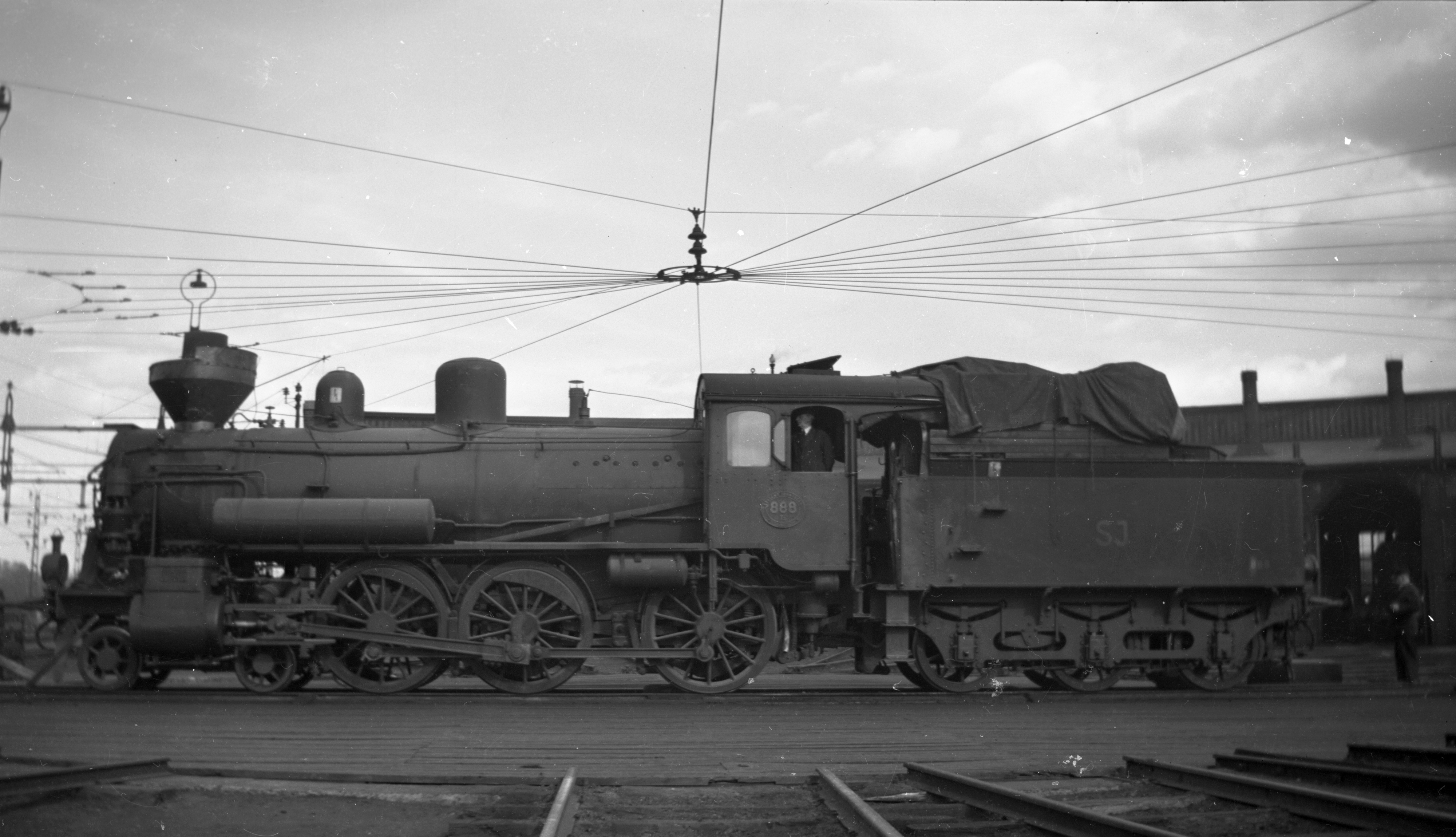
T2 888 (1948)

Die noch einsatzbereiten Lokomotiven Tb 858, 860, 888, 893 und 896 erhielten 1942 die neue Baureihenbezeichnung T2. T2 896 wurde um 1944/45 abgestellt und 1951 ausgemustert. 1955 erfolgte die Verschrottung in Vislanda.
1952 wurden die verbliebenen Lokomotiven der Baureihen T und T2 in einer neu geschaffenen Baureihe B5 zusammengefasst.

## VR Hr3
Nach dem Ausbruch des Fortsetzungskrieges litt Finnland unter starkem Mangel an Lokomotiven. 1941 wurden von Valtionrautatiet 20 abgestellte Lokomotiven der Baureihen Ta und Tb von Statens Järnvägar gekauft, die nicht fahrbereit waren, darunter 13 Tb-Lokomotiven. Insgesamt zwölf Lokomotiven hatten eine Kupferfeuerbüchse und Finnland musste Schweden eine entsprechenden Menge Kupfer liefern. Schweden hat diese für den schwedischen Linksverkehr ausgestatteten Lokomotiven nach dem Verkauf umgebaut, um sie an die finnischen Anforderungen anzupassen. Neben der Änderung der Spurweite auf Breitspur mit 1524 mm waren dies unter anderem der Umbau der Bedienelemente des Lokführers auf die rechte Seite sowie der Einbau von Druckluftbremsen.
Ursprünglich sollten die Lokomotiven mit den Ta-Lokomotiven gemeinsam in die Baureihe H11 eingereiht werden. Die 13 Tb-Lokomotiven erhielten dann jedoch in dem ab 1942 gültigen Nummernplan die Baureihenbezeichnung Hr3 und die Betriebsnummern 1907–1919. Dies waren die ehemaligen Tb 848, 887, 851, 930, 852, 897, 884, 876, 863, 880, 892, 898 und 895. 1948 folgte noch Tb 862, die bei den VR jedoch nicht mehr in Betrieb genommen wurde und als Ersatzteilspender diente.
Valtionrautatiet nahm sie 1942 in Betrieb, die ersten Standorte waren Sortavala, Äänislinna und Tampere, später Helsinki, Karjaa und Turku. Die Lokomotiven wurden zwischen 1950 und 1953 abgestellt und in Hyvinkää verschrottet.
Hauptgründe für die Ausmusterungen waren Alter, hohe Achslast und Mangel an Ersatzteilen. Einige Dampfkessel wurden für die Dampferzeugung in Betriebswerken weiter verwendet, einige Tender als Wasserwagen für den Brandschutz an verschiedenen Orten hinterstellt.